# باب السيكمة
باب السيݣمة او "'الساكمة"' (الساجمة)  هي من أبواب مدينة فاس التاريخية، هذا الباب لم يتبق منه إلا البرجين المثمنين اللذين كانا يدعمانه، وينسب تشييده إلى المرينيين، ومع الزمن حمل اسم سيدة صالحة فاضلة تدعى للا آمنة الساݣمة، توفيت سنة 1737م ودفنت بجواره، فغلب اسم ضريحها على الإطلاق العام للباب، ثم تداعى بنيانه إلى الانهيار في العهد العلوي فأمر بتجديده السلطان مولاي الحسن الأول العلوي في القرن 19م، وماثل شكل واجهته الخارجية مع باب السبع المقابل له في النقوش والزخرفة والزليج المائل إلى الألوان الغامقة، ويبدو اعتمادا على مقاييسه الضخمة أنه كان مشكلا من قوس يحمل قناة مائية تربط بين المشور القديم وقصبة الشراردة.